# Orient Thai Airlines
Orient Thai Airlines – tajskie linie lotnicze z siedzibą w Bangkoku działające w latach 1997– 2018. Obsługiwały połączenia czarterowe do krajów Azji Południowo-Wschodniej. Głównymi hubami były port lotniczy Bangkok-Suvarnabhumi i Phuket.